# Henry Theodore Wade-Gery
Henry Theodore Wade-Gery (* 2. April 1888 in Campton Grange; † 2. Januar 1972 in Oxford) war ein britischer Klassischer Philologe.

## Leben
Er stammte aus einer traditionsreichen Bedfordshire-Familie und besuchte das Winchester College, als Zeitgenosse von Arnold J. Toynbee und Reginald Gleadowe, und das New College in Oxford, das er 1911 mit einem First in Classical Moderations abschloss. Nach einer kurzen Zeit im öffentlichen Dienst wurde ihm 1914 ein Stipendium für ein Tutorium am Wadham College in Oxford angeboten. Kurz darauf jedoch verließ er den Militärdienst im Ersten Weltkrieg in der Armee an der Westfront, während dessen er das Military Cross erhielt.
Nach Kriegsende kehrte Wade-Gery nach Wadham zurück und wurde schließlich Sub-Warden. Er blieb bis 1939 in Wadham, als er zum Wykeham-Professor für Alte Geschichte und zum Fellow des New College ernannt wurde. 1941 wurde er zum Fellow der British Academy gewählt. Mit seiner Pensionierung 1953 zog er sich von seinem Lehrstuhl zurück und erhielt ein fünfjähriges Forschungsstipendium am Merton College, mit dem er zwei Jahre in Princeton verbrachte. Die nächsten zehn Jahre reiste er weiter und schrieb (seine letzte Veröffentlichung war 1966), bis er 1972 nach einigen Jahren schwindender Gesundheit an einem Herzinfarkt starb.
1928 heiratete Wade-Gery die Archäologin Vivian Whitfield (1897–1988). Sie hatten einen Sohn, den Diplomaten und Bankier Robert Wade-Gery (1929–2015).

## Schriften (Auswahl)
- mit Maurice Bowra: Pindarus, Pythian odes. London 1928, OCLC 224213014.
- The poet of the Iliad. Cambridge 1952, OCLC 847125628.
- Essays in Greek history. Oxford 1958, OCLC 645377765.